# 皇庭海景酒店
皇庭海景酒店（Pousada Marina Infante）是澳門其中一所國際標準評定的四星級酒店。設施包括商務中心、小賣部、會議室、保險箱、外幣兌換、洗衣服務、室內游泳池、健身室、桑拿及蒸汽浴室等。
酒店於落成時曾設有由澳門博彩股份有限公司所管理的澳門遊艇會娛樂場，但該娛樂場於2008年12月31日開始作內部裝修，直至另行通知。
由於澳門在2020年初爆發新型冠狀病毒，此酒店被政府徵用作全澳第一座隔離檢疫中心（醫學觀察酒店）。現時用作“一般指定醫學觀察酒店”用途，供由香港特別行政區來澳的澳門居民或外僱作醫學觀察；入住的澳門居民如符合資格可申請費用豁免。

## 鄰近建築／景點
| 景點 - 路環小型賽車場 - 澳門賽馬會 - 澳門國際遊艇俱樂部 旅館或商業項目 - 皇庭海景酒店 - 澳門葡京人 | 建設 - 路氹國際體育綜合體 - 澳門東亞運動會體育館 （澳門蛋） - 保齡球中心 - 網球學校 - 國際射擊中心 - 澳門戶外表演區 - 澳門科技大學 - 科大醫院 - 蓮花大橋 - 東方高爾夫球會 - 離島醫院綜合體北京協和醫院澳門醫學中心 - 駕駛學習暨考試中心 - 澳門鏡湖護理學院 | 「路氹金光大道™」商標項目 - 澳門威尼斯人度假村酒店 - 金光綜藝館 - 澳門百利宮 - 四季酒店 - 百利沙娛樂場 - 四季·名店 - 澳門倫敦人 - 康萊德酒店 - 倫敦人酒店 - 倫敦人名匯 - 瑞吉酒店 - 澳門巴黎人 - 巴黎人酒店 | 路氹城其他大型項目 - 新濠天地 - 頤居 - 迎尚酒店 - 君悅酒店 - 摩珀斯酒店 - 新濠大道 - 澳門銀河 - 澳門銀河酒店 - 澳門大倉酒店 - 澳門悅榕庄酒店 - 澳門JW萬豪酒店 - 澳門麗思卡爾頓酒店 - 澳門百老匯 - 萊佛士酒店 - 安達仕酒店 - 澳門嘉佩樂酒店 - 新濠影滙 - 新濠影滙酒店 - 澳門W酒店 - 永利皇宫 - 永利皇宮酒店 - 美獅美高梅 - 上葡京 |

## 交通

### 免費穿梭巴士
皇庭海景酒店 ↔ 外港碼頭 

### 公共交通
T421 皇庭海景酒店（Pousada Marina Infante）
路線：15S、52、55、71、71S、73、102X、H3、N6
T420 蓮花海濱大馬路／銀河-1（Av. M. Flor de Lotus／Galaxy-1）
路線：52、55、71、73、102X、H3、N6

## 外部參考
- 皇庭海景酒店 （页面存档备份，存于）